# 吉姆·戴维斯 (篮球运动员)
詹姆斯·W·戴维斯（英語：James W. Davis，1941年12月18日—2018年12月27日），美国NBA联盟前职业篮球运动员。他在1964年的NBA选秀中第4轮第27顺位被底特律活塞选中。